# Алгебраїчне програмування
Алгебраї́чне (інсерці́йне) програмування — ґрунтується на теорії переписування термів. У цій парадигмі терми представляють дані, а системи переписуючих правил, що подаються за допомогою системи рівностей, – алгоритми обчислень. Елементарний крок обчислення містить у собі зіставлення із зразком, перевірку умов і підстановку. Порядок вибору переписуючих правил і підтермів даного терму для зіставлення з лівими частинами рівності визначається стратегією переписування. По суті, стратегія визначає результат обчислень – терм з точністю до еквівалентності початковому терму. Власне стратегія переписування може бути описана в парадигмі більш низького рівня, наприклад, процедурній або функціональній, що зумовлює інтеграцію парадигм. На теперішній час ідея інтеграції парадигм (процедурної, функціональної, алгебраїчної і логічної) знайшла втілення в системі алгебраїчного програмування (APS), в якій використовуються спеціалізовані структури даних – графові терми – для представлення даних і знань про предметні області.

## Основні поняття моделі АП
- агент як транзитивна система, наділена поведінкою;

- поведінка агентів задається мовою AL (Action Language) за допомогою операцій, констант, граничних умов і рекурсій;

- середовище, яке складається з множини агентів і функцій занурення в нього, що позначається env і має параметром стан середовища й агентні вирази;

- правила розгортання функціональних виразів у прості агентні вирази;

- транзитивна система, як композиція середовища й системи взаємодіючих агентів, занурених у це середовище.